# Kostrów
Kostrów (biał. Кострава; ros. Кострово) – wieś na Białorusi, w obwodzie brzeskim, w rejonie stolińskim, w sielsowiecie Ruchcza, w pobliżu Rezerwatu Biologicznego Tyrwowicze.
W dwudziestoleciu międzywojennym leżał w Polsce, w województwie poleskim, w powiecie stolińskim, do 18 kwietnia 1928 gminie Radczysk, następnie w gminie Płotnica. Po II wojnie światowej w granicach Związku Sowieckiego. Od 1991 w niepodległej Białorusi.